# 贺普仁
贺普仁（1926年5月20日—2015年8月22日），字师牛，号空水，男，河北涞水人，中国针灸学家，首都医科大学附属北京中医医院针灸中心教授，首届国医大师。